# 东山浸信会旧址
东山浸信会旧址，位于中国广东省广州市越秀区寺贝通津9号，为广州市的一个市、县级文物保护单位，类型为近现代重要史迹及代表性建筑，公布时间为1999年7月。
东山浸信会旧址的历史年代为1909。